# جاسينتو رودريغيز دياز
جاسينتو رودريغيز دياز (بالإسبانية: Jacinto Rodríguez Díaz)‏ هو عسكري وطيار غواتيمالي، ولد في 16 أغسطس 1901 في توتونيكابان في غواتيمالا، وتوفي في 28 سبتمبر 1929 في غواتيمالا في غواتيمالا.